# Роберто Альварадо
Роберто Альварадо (ісп. Roberto Alvarado, нар. 7 вересня 1998, Ірапуато) — мексиканський футболіст, півзахисник «Гвадалахари» і національної збірної Мексики, у складі якої — володар Золотого кубка КОНКАКАФ.

## Клубна кар'єра
У дорослому футболі дебютував 2013 року виступами за команду «Селая», в якій провів чотири сезони, взявши участь у 50 матчах чемпіонату.
Згодом з 2017 по 2018 рік грав за «Пачуку» та «Некаксу».
Своєю грою за останню команду привернув увагу представників тренерського штабу клубу «Крус Асуль», до складу якого приєднався 2018 року. Відіграв за команду з Мехіко наступні чотири сезони своєї ігрової кар'єри. Більшість часу, проведеного у складі «Крус Асуль», був основним гравцем команди.
2022 року перейшов до «Гвадалахари».

## Виступи за збірні
2018 року залучався до складу молодіжної збірної Мексики. На молодіжному рівні зіграв у 5 офіційних матчах, забив 3 голи.
2021 року захищав кольори олімпійської збірної Мексики. У складі цієї команди провів 4 матчі. У складі збірної — учасник футбольного турніру на Олімпійських іграх 2020 у Токіо (проходили 2021 року), на якому команда здобула бронзові олімпійські нагороди.
До того, 2018 року, дебютував в офіційних матчах й у складі національної збірної Мексики.
У складі збірної був учасником розіграшу Золотого кубка КОНКАКАФ 2019 року, де взяв участь у всіх шести іграх своєї команди, відзначився забитим голом і допоміг мексиканцям здобути 11-ий титул континентальних чемпіонів.
2022 року був включений до заявки збірної на тогорічний чемпіонат світу в Катарі.
| Дата       | Місто                    | Господарі  | Результат               | Гості              | Турнір                                   | Голи | Примітки |
| ---------- | ------------------------ | ---------- | ----------------------- | ------------------ | ---------------------------------------- | ---- | -------- |
| 7-9-2018   | Х'юстон                  | Мексика    | 1 – 4                   | Уругвай            | товариський матч                         | -    | 46'      |
| 11-9-2018  | Нашвілл                  | США        | 1 – 0                   | Мексика            | товариський матч                         | -    | 74'      |
| 12-10-2018 | Сан-Ніколас-де-лос-Гарса | Мексика    | 3 – 2                   | Коста-Рика         | товариський матч                         | -    |          |
| 16-11-2018 | Кордова                  | Аргентина  | 2 – 0                   | Мексика            | товариський матч                         | -    | 74'      |
| 21-11-2018 | Мендоса                  | Аргентина  | 2 – 0                   | Мексика            | товариський матч                         | -    | 46'      |
| 27-3-2019  | Сан-Антоніо              | Мексика    | 4 – 2                   | Парагвай           | товариський матч                         | -    | 68'      |
| 6-6-2019   | Атланта                  | Мексика    | 3 – 1                   | Венесуела          | товариський матч                         | 1    | 68'      |
| 9-6-2019   | Арлінгтон                | Мексика    | 3 – 2                   | Еквадор            | товариський матч                         | -    | 72'      |
| 15-6-2019  | Пасадена                 | Мексика    | 7 – 0                   | Куба               | Кубок КОНКАКАФ 2019 - 1-й етап           | -    | 65'      |
| 19-6-2019  | Денвер                   | Мексика    | 3 – 1                   | Канада             | Кубок КОНКАКАФ 2019 - 1-й етап           | 1    | 68'      |
| 23-6-2019  | Шарлотт                  | Мартиніка  | 2 – 3                   | Мексика            | Кубок КОНКАКАФ 2019 - 1-й етап           | -    | 46'      |
| 29-6-2019  | Х'юстон                  | Мексика    | 1 – 1 д.ч. (5 - 4 п.п.) | Коста-Рика         | Кубок КОНКАКАФ 2019 - чвертьфінал        | -    | 85'      |
| 2-7-2019   | Глендейл                 | Гаїті      | 0 – 1 д.ч.              | Мексика            | Кубок КОНКАКАФ 2019 - півфінал           | -    | 68'      |
| 7-7-2019   | Чикаго                   | Мексика    | 1 – 0                   | США                | Кубок КОНКАКАФ 2019 - Фінал              | -    | 86'      |
| 6-9-2019   | Іст-Ратерфорд            | США        | 0 – 3                   | Мексика            | товариський матч                         | -    | 76'      |
| 16-10-2019 | Мехіко                   | Мексика    | 3 – 1                   | Панама             | Ліга націй КОНКАКАФ 2019-2020 - 1-й етап | 1    | 89'      |
| 15-11-2019 | Панама                   | Панама     | 0 – 3                   | Мексика            | Ліга націй КОНКАКАФ 2019-2020 - 2-й етап | -    | 70'      |
| 20-11-2019 | Толука-де-Лердо          | Мексика    | 2 – 1                   | Бермудські Острови | Ліга націй КОНКАКАФ 2019-2020 - 2-й етап | -    | 62'      |
| 30-9-2020  | Мехіко                   | Мексика    | 3 – 0                   | Гватемала          | товариський матч                         | -    | 61'      |
| 17-11-2020 | Грац                     | Японія     | 0 – 2                   | Мексика            | товариський матч                         | -    | 82'      |
| 1-7-2021   | Нашвілл                  | Мексика    | 3 – 0                   | Панама             | товариський матч                         | -    | 64'      |
| 2-9-2021   | Мехіко                   | Мексика    | 2 – 1                   | Ямайка             | Відбір до ЧС 2022                        | -    | 75'      |
| 5-9-2021   | Сан-Хосе                 | Коста-Рика | 0 – 1                   | Мексика            | Відбір до ЧС 2022                        | -    | 71'      |
| 27-10-2021 | Шарлотт                  | Мексика    | 2 – 3                   | Еквадор            | товариський матч                         | 1    |          |
| 12-11-2021 | Цинциннаті               | США        | 2 – 0                   | Мексика            | Відбір до ЧС 2022                        | -    | 75'      |
| 16-11-2021 | Едмонтон                 | Канада     | 2 – 1                   | Мексика            | Відбір до ЧС 2022                        | -    | 46'      |
| 27-4-2022  | Орландо                  | Мексика    | 0 – 0                   | Гватемала          | товариський матч                         | -    | 61'      |
| 28-5-2022  | Арлінгтон                | Мексика    | 2 – 1                   | Нігерія            | товариський матч                         | -    | 79'      |
| 2-6-2022   | Глендейл                 | Мексика    | 0 – 3                   | Уругвай            | товариський матч                         | -    | 75'      |
| 31-8-2022  | Атланта                  | Мексика    | 0 – 1                   | Парагвай           | товариський матч                         | -    | 71'      |
| 25-9-2022  | Пасадена                 | Мексика    | 1 – 0                   | Перу               | товариський матч                         | -    | 62'      |
| 9-11-2022  | Жирона                   | Мексика    | 4 – 0                   | Ірак               | товариський матч                         | -    |          |
| Усього     |                          | Матчів     | 32                      |                    | Голів                                    | 4    |          |

## Титули і досягнення
- Володар Золотого кубка КОНКАКАФ (3): 2019, 2023, 2025